# Голямо Белово
Голямо Белово е село в Южна България. То се намира в община Белово, област Пазарджик.

## География
Село Голямо Белово е разположено между три планини: Рила, Родопите и Средна гора. Релефът е смесен: планински и равнинен. През селото протича малката река Яденица. Няма находища на полезни изкопаеми. Климатът е преходно континентален. Почвите са кафяви горски, канелени горски и алувиални покрай реката.
Растителността е представена главно от широколистни и иглолистни дървета и храсти: бук, дъб, ела, бор, шипка, къпина и други. Животинският свят е разнообразен. Срещат се много насекоми, птици и бозайници. По високите части живеят защитените мечки и вълци.

## История
Село Голямо Белово е било създадено през славянобългарската епоха със славянското име Белово, в смисъл на хубаво, благодатно място. Когато бил построен манастирът, селото получава в превод гръцкото си име Левке. Това име е било употребявано само по време на византийското владичество, докато през турската епоха и до днес остава само българското звучно Белово. През късната Античност и Средновековието най-крупното селище в района е именно град Левке, разположен на площ от 80 декара на връх Свети Спас. През 813 г., по времето на хан Крум, беловският край е включен в състава на българската държава.
От селото произхожда известната „Беловска хроника“, свидетелстваща за насилията при потурчването на християните в Родопите.
До 1966 година името на селото е Голямо Бельово. Жителите му са участвали дейно в борбите за Освобождение. В читалището (днес „Тодор Каблешков“) Васил Левски основал комитет. Единствената жена в Хвърковатата чета на Георги Бенковски е голямобельовката Мария Сутич. Голямо Бельово е освободено от османско владичество на 14 януари 1878 година.
При избухването на Балканската война в 1912 година 6 жители на Голямо Бельово са доброволци в Македоно-одринското опълчение.

## Културни и природни забележителности
Една от забележителностите на селото е Алабашката поляна. На нея е запазен паметник. Тя е посещавана от Иван Вазов и Алеко Константинов. Друго интересно място са руините от старинния град Левке в края на селото. В Голямо Белово има къща, в която Стоян Михайловски е прекарал кратка част от своя живот.
Църквата „Св. Георги“ в с. Голямо Белово е най-старата църква в Пазарджишка област – на 200 години. Построена през периода 1806 – 1813 г. Изографисана е през 1844 г. от самоковеца Петраки Костович. Изключително произведение на възрожденската дърворезба е иконостасът – изработен от майстори от Банско-разложката дърворезбарска школа. Част от иконите от царския ред на иконостаса е нарисувал Христо Димитров (баща на Захари Зограф).
Беловската базилика е една от най-добре запазените раннохристиянски църкви в България. Църквата датира от VI век и е била част от разрушения късноантичен и средновековен град-крепост Левке. Базиликата е била трикорабна, във Византийски архитектурен стил. В XVII век по време на голямото принудително помохамеданчване на християнското население от Велинградските села, църквата е разрушена от турците. В наши дни, в непосредствена близост до останките от старата базилика е построена църква св. Богородица, която се посещава редовно от християните от съседните села.
Всяка година на 15 август (Лятната Богородица) се прави събор и се раздава курбан за здраве.

## Редовни събития
- На 14 януари Голямо Белово отбелязва своето освобождение от османска власт. Тогава се пали голям огън и се пие греяно вино. Това е стар обичай, останал от посрещането на руските войски на 14 януари 1878 г. Възстановка от 14 януари 2012 г.
- Друг празник е Бабинден на 8 януари. Тогава най-младата булка се къпе в реката. След това я последват всички желаещи за здраве през годината. Този ден е голям празник. Има много музика и веселие.

## Родени в Голямо Белово
- Георги Илчев (1879 – ?), български офицер, полковник;
- Димитър Котев (1902 – 1983) – политик от БКП;
- Евстатий Пелагонийски (1832 – 1888), български духовник, управляващ Нишавска и Одринска епархия;
- Михаил Радулов (1852 – 1917) – свещеник и революционер.